# NGC 4504
NGC 4504 é uma galáxia espiral barrada (SBc) localizada na direcção da constelação de Virgo. Possui uma declinação de -07° 33' 48" e uma ascensão recta de 12 horas, 32 minutos e 17,4 segundos.
A galáxia NGC 4504 foi descoberta em 20 de Março de 1789 por William Herschel.